# Anita Berber

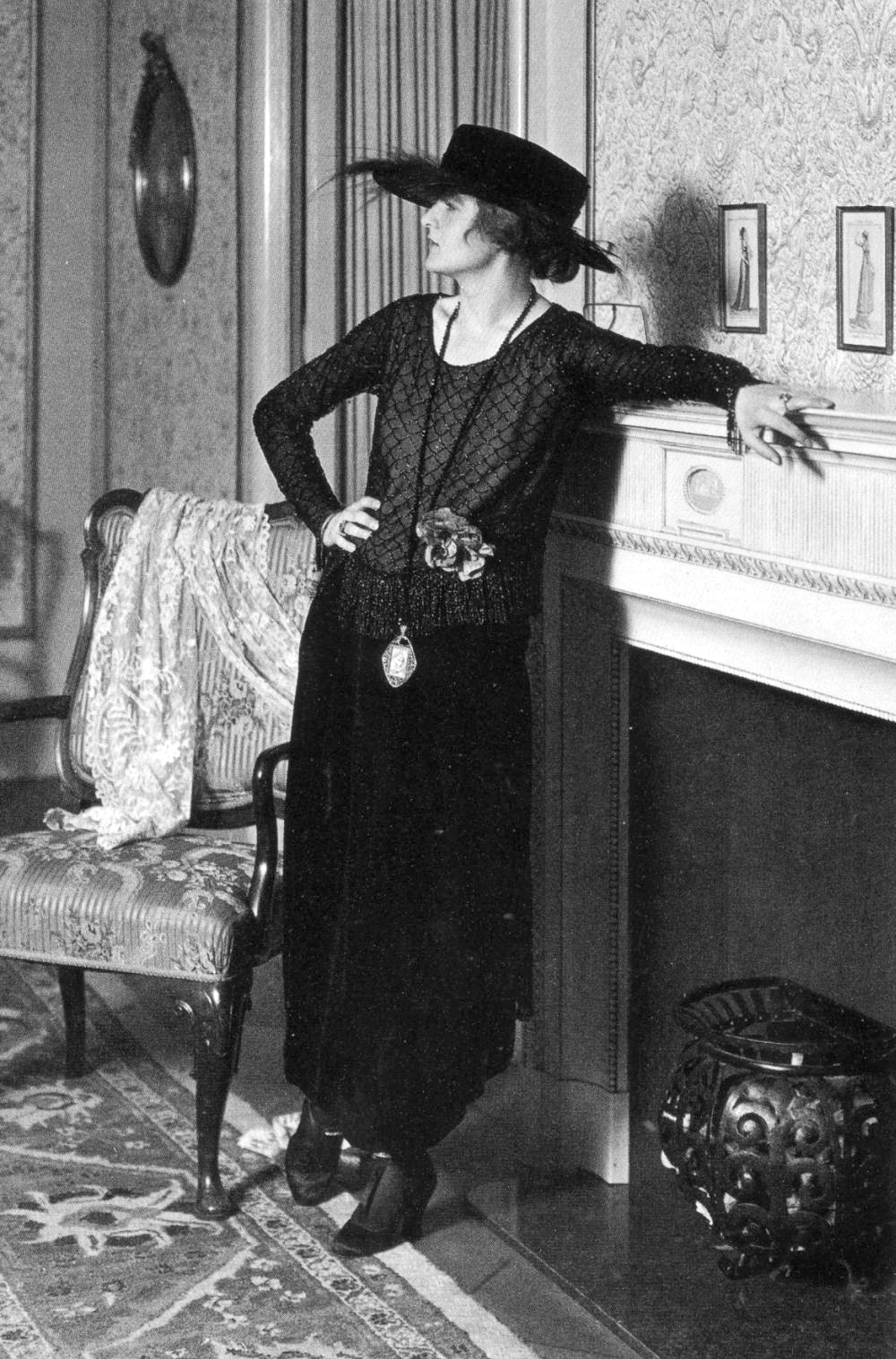
Portret door Waldemar Titzenthaler, 1918.

Anita Berber (Leipzig, 10 juni 1899 – Berlijn, 10 november 1928) was een Duitse danseres, toneelspeelster, filmster, model en naaktdanseres. Zij werd een icoon van de Berlijnse cultuur uit de jaren twintig van de twintigste eeuw.

## Jeugd
Berber groeide op bij haar grootmoeder in Dresden. Haar vader, een violist, had haar en haar moeder al in 1902 verlaten en haar moeder, Lucie, werkte zelf als cabaretzangeres in Berlijn. Berber werd daarom naar haar grootmoeder gestuurd om bij haar op te groeien. In eerste instantie werd ze door haar gegoede oma naar een meisjesschool gestuurd. Op haar vijftiende trok ze echter naar Berlijn om daar theater en dans te leren.

## Berlijn
De danslessen wierpen al snel hun vruchten af en twee jaar later trad ze op als balletdanseres in Berlijn, waarna in 1919 een Duitse tour volgde. Van daar was de stap naar het witte doek, dat stilistisch nauw verwant was, snel gemaakt. Ze speelde tussen 1918 en 1922 in 26 films, maar werd al snel van de filmsets geweerd vanwege haar cocaïneverslaving, die haar aanwezigheid op de filmset onhoudbaar maakte.

### Lesbische scène
In 1919 besloot Berber te trouwen om zich los te weken van haar moeder. In 1921 verliet ze haar man (Eberhard von Nathusius (1895–1942)) om samen met Susi Wanowski, haar vriendin, te gaan leven. Tijdens haar samenzijn met Susi raakt ze meer bekend met de verschillende lesbische gelegenheden die Berlijn rijk was en trad ze er ook regelmatig op. Volgens de geruchten zou Berber zelfs een korte affaire met Marlene Dietrich hebben gehad. In deze context is haar werk in de film Anders als die Andern zeer relevant; de film was een van de eerste films die homoseksualiteit positief verbeeldde.

### Naaktdansen

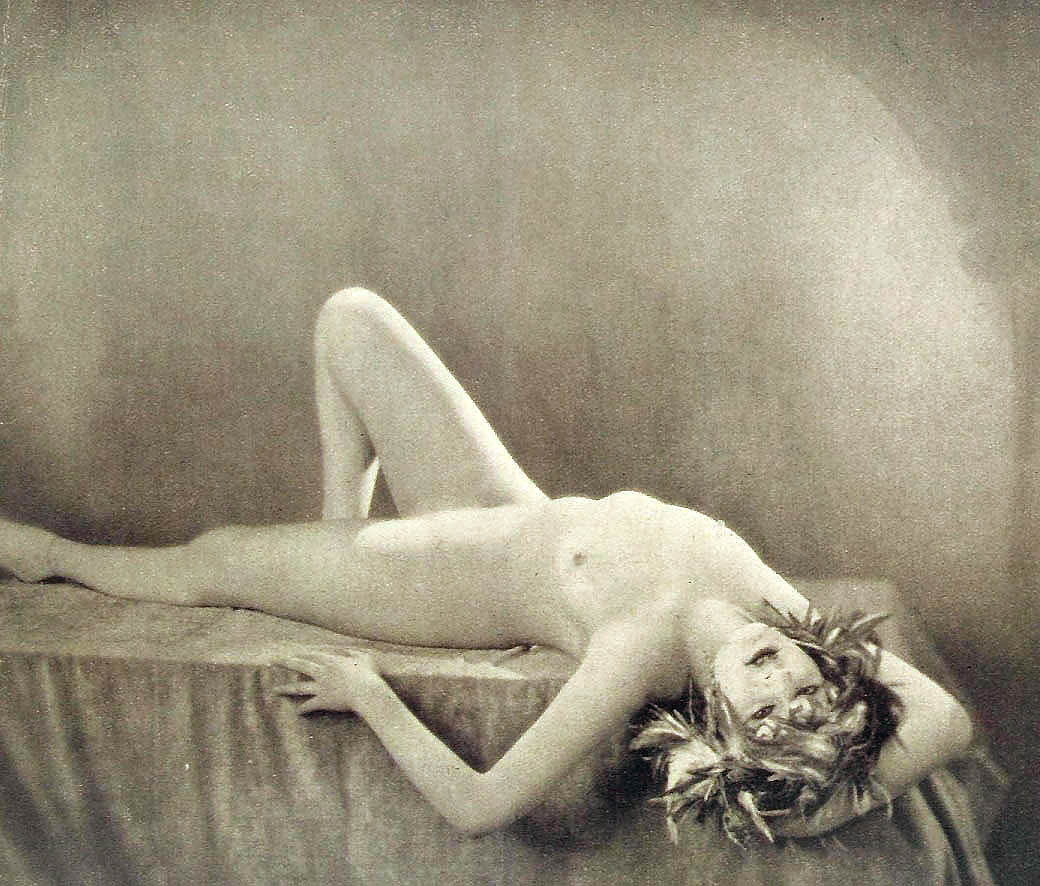
Anita Berber (foto door Alexander Binder, 1920)

In de jaren 1920 kreeg Berber steeds meer de reputatie van een wilde wervelwind. Ze begon in deze periode ook naakt te dansen, onder meer in het naaktrevue van Celly de Reydt, hoewel dit voor haar een veel minder erotische connotatie had dan veelal gedacht wordt. Hierin was ze vergelijkbaar met Lola Bach, die in een verdediging van haar naaktdansen aanvoerde dat het om kunst ging. In Berbers geval was het nauw verbonden met euritmie en de reformbeweging. Daarmee had het een veel kunstzinnigere achtergrond dan in eerste instantie met naaktdansen geassocieerd wordt. Wanneer haar kunst enkel als erotisch werd ervaren en niet werd beleefd als de uiting die het was, kon dit haar erg boos maken. Toch zou ze dit steeds meer ervaren; vanaf 1924 was kunstzinnig naakt in Duitsland 'uit' en werd er enkel nog naakt gedanst omwille van het erotische aspect. Vanaf dat moment zou Berber nog wel dansen, maar vaak gekleed.
In 1922 trouwde Berber met Sebastian Droste, haar danspartner. Droste stond net als haar bekend als wild, danste evenals zij naakt en gebruikte net als zij het makkelijk verkrijgbare cocaïne, waar zij ook samen een dansstuk over zouden maken, getiteld Cocaïne. Droste trad ook als haar manager op, maar maakte er op dit gebied een potje van. Niet alleen stapelden de schulden zich op, ook een rechtszaak en andere schandalen zorgden er uiteindelijk voor dat ze een acteerverbod kregen en niet meer overal mochten optreden. Droste nam daarop de benen en stal alle waardevolle sieraden en bontjassen van Berber. Hij vertrok naar Amerika met de opbrengst ervan, na tien maanden huwelijk.

### Overlijden
Berber scheidde van Droste en trouwde in 1924 met de Amerikaanse danser Henri-Chátin Hoffman. Vanaf 1925 danste ze in Duitsland veelal gekleed, iets wat ze in 1926 voortzette tijdens een reeks optredens in Nederland. Hoffman en Berber trokken naar het Midden-Oosten om daar op te treden. In Syrië zou Berber instorten tijdens een optreden in Damascus. Ze ging terug naar Berlijn, waar al snel bleek dat ze tuberculose had, waaraan ook Droste al eerder overleden was. Een week lang streed ze tegen de dodelijke ziekte, waarna ze volgens het verhaal zich opmaakte, zei "De kerel mag me hebben", en op 29-jarige leeftijd stierf.

## Schilderij
In 1925 schilderde Otto Dix de toen internationaal beroemde Anita Berber, tegen een rode achtergrond en gekleed in een nauwsluitende rode jurk. In 1991 drukte de Deutsche Bundespost het schilderij op een postzegel af.

## Filmografie
Anita Berber trad op als filmactrice tussen 1918 en 1924, met een laat dansoptreden in 1925. Ze werd ontdekt door Richard Oswald. Ze werkte samen met Conrad Veidt, Paul Wegener, Reinhold Schünzel, Hans Albers, Emil Jannings, Alexander Granach, Albert Bassermann en Wilhelm Dieterle.
- 1918: Das Dreimäderlhaus
- 1918: Dida Ibsens Geschichte
- 1919: Die Reise um die Erde in 80 Tagen
- 1919: Anders als die Andern
- 1919: Die Prostitution – Das gelbe Haus
- 1919: Peer Gynt – Peer Gynts Wanderjahre und Tod
- 1919: Unheimliche Geschichten – Grausige Nächte
- 1920: Der Graf von Cagliostro
- 1920: Nachtgestalten
- 1920: Der Schädel der Pharaonentochter
- 1920: Der Falschspieler
- 1920: Yoshiwara, die Liebesstadt der Japaner
- 1921: Die Nacht der Mary Murton
- 1921: Verfehltes Leben
- 1921: Die Goldene Pest
- 1921: Lucifer
- 1922: Dr. Mabuse, der Spieler 1e deel – Ein Bild der Zeit (regie Fritz Lang); Kort optreden als Aud Egede-Nissens dubbelganger als danseres Cara Carozza
- 1922: Im Kampf mit einem unsichtbaren Feind
- 1922: Lucrezia Borgia
- 1922: Schminke
- 1922: Die vom Zirkus
- 1923: Ja, wenn der Strauß an Walzer spielt!
- 1923: Die Drei Marien und der Herr von Marana
- 1923: Irrlichter der Tiefe
- 1923: Wien, du Stadt der Lieder
- 1923: Moderne Tänze/Tänze des Grauens, des Lasters und der Ekstase (korte documentairefilm)
- 1925: Ein Walzer von Strauß (alleen dans Astarte uit Irrlichter der Tiefe)

## Biografie
- Arie de Jongh: Anita Berber. Weimar danseres in Nederland. Soesterberg, Uitgeverij Aspekt, 2024. ISBN 9789464872255

- Bibliothèque nationale de France: cb15501213v (data)
- Gemeinsame Normdatei: 11865568X
- International Standard Name Identifier: 0000 0000 9162 1195
- Library of Congress Control Number: n85318280
- Nationale Bibliotheek van Letland: 000243573
- MusicBrainz: 6f3084d2-4b6a-4e04-827f-73600ca753c4
- Nationale Bibliotheek van Tsjechië: xx0259045
- Nationale Bibliotheek van Israël: 987011288766005171
- Nederlandse Thesaurus van Auteursnamen: 073593060
- LIBRIS: 286035
- SNAC: w63x9d9g
- Système universitaire de documentation: 181067501
- Virtual International Authority File: 70386335
- WorldCat: E39PBJtCwttgqHcFF4QgkGhPwC